# Sue Hodge
Sue Hodge  (4 de Junho de 1955) é uma actriz britânica.
É mais conhecida pelo seu trabalho na série cómica de televisão 'Allo 'Allo! onde interpretava a personagem Mimi Labonq.

## Biografia
Em junho e julho de 2007 apareceu novamente como Mimi para reviver mais um episódio de 'Allo 'Allo!, juntamente com Gorden Kaye como René Artois e Guy Siner como Tenente Gruber no Twelfth Night Theatre em Brisbane, na Austrália. As outras personagens foram interpretadas por actores australianos, como Katy Manning, Steven Tandy, Chloe Dallimore, Jason Gann, Tony Alcock e David Knijnenburg.
Existem planos para ela integrar a torné de cinco meses pelo Reino Unido com o espectáculo, previsto para 2008.

## Curiosidades
Uma parte do humor vem pelo facto de ela apenas medir um metro e meio. É também asmática. Ela e o seu marido, Keith Richards estão a estrear a peça Mimi and The Boy, em Londres.